# マイケル・アラアラトア
マイケル・アラアラトア（Michael Alaalatoa、1991年8月28日 - ）は、トップ14ASMクレルモン・オーヴェルニュに所属するラグビーユニオン選手。

## プロフィール
- オーストラリア・シドニー出身。
- ポジションはプロップ(PR)。
- 身長 191cm、体重 128kg
- 父のヴィリは元ラグビー選手(元サモア代表)で弟のアランもラグビー選手(現・ブランビーズ)[1]。
- U20サモア代表に選ばれたことがある[2]。
- サモア代表キャップは15（2024年10月現在）でワールドカップ2019・ワールドカップ2023のサモア代表に選ばれた[3][4]。

## 略歴
サザン・ディスクリクツ、ウェスト・ハーバー、ワラターズ、NSWカントリーイーグルス、マヌワウを経て、2016年、クルセイダーズに加入。
2021年、レンスターに加入。
2024年、ASMクレルモンに加入。